# Nelli Aghinian
Nelli Aghinian (ur. 4 sierpnia 1981 w Erywaniu) – ormiańska szachistka, arcymistrzyni od 2005 roku.

## Kariera szachowa
W latach 1993–2000 wielokrotnie reprezentowała Armenię na mistrzostwach świata i Europy juniorek w różnych kategoriach wiekowych. W drugiej połowie lat 90. awansowała do krajowej czołówki, pomiędzy 1996 a 2006 r. pięciokrotnie wystąpiła na szachowych olimpiadach, natomiast w 2003, 2005 i 2007 r. – na drużynowych mistrzostwach Europy, dwukrotnie zdobywając medale: w 2003 – złoty, natomiast w 2007 – brązowy. W 2007 r. wystąpiła również w reprezentacji kraju na drużynowych mistrzostwach świata w Jekaterynburgu. Normy na tytuł arcymistrzyni wypełniła w Ałuszcie (2004, dwukrotnie) oraz w Moskwie (2005). W 2007 r. w kolejnym turnieju w Ałuszcie zajęła II miejsce.
Najwyższy ranking w dotychczasowej karierze osiągnęła 1 kwietnia 2005 r., z wynikiem 2380 punktów zajmowała wówczas 78. miejsce na światowej liście FIDE, jednocześnie zajmując 3. miejsce wśród ormiańskich szachistek.